# Benny Hansen
Benny Hansen (*  22. Februar 1944 in Roskilde; † 27. August 1998 in Hjørring) war ein dänischer Schauspieler.

## Werdegang
Benny Hansen stand bereits mit 14 Jahren auf der Theaterbühne und gab 1961 sein Filmdebüt in dem Jugendfilm Ullabella mit Gitte Hænning. Von 1965 bis 1968 absolvierte er seine Schauspielausbildung an der Schauspielschule des Königlichen Theaters in Kopenhagen (Det Kongelige Teaters elevskole) und war dort anschließend bis 1980 engagiert.
Im Fernsehen wurde er vor allem als Frede Hansen, genannt Fede, in der Serie Die Leute von Korsbaek bekannt. In sechs Filmen der Olsenbande spielte er Nebenrollen, darunter als Rekrut in Die Olsenbande fährt nach Jütland. Ab 1975 feierte er auch Erfolge als Revue-Darsteller. Daneben war er auch als Synchronsprecher in Zeichentrickfilmen zu hören. Insgesamt wirkte er im Laufe seiner Karriere in mehr als 80 Film-und-Fernsehproduktionen mit.
Benny Hansen starb im Alter von 54 Jahren an einer akuten Lungenentzündung. Kurz zuvor hatte er unter anderem noch in Der (wirklich) allerletzte Streich der Olsenbande einen kurzen Auftritt als Krankenpfleger gehabt. Seine Grabstätte befindet sich auf dem Holmens-Kirkegard in Kopenhagen.

## Filmografie
- 1961: Ullabella
- 1966: Der Bettelprinz (Der var engang)
- 1968: Die Olsenbande (Olsen-banden)
- 1969: Stine og drengene
- 1969: Geld zum zweiten Frühstück (Tænk på et tal)
- 1969: Die Olsenbande in der Klemme (Olsen-banden på spanden)
- 1970–1977: Oh, diese Mieter! (Fernsehserie, 3 Folgen)
- 1970: Tre slags kærlighed
- 1970: Vier tolle Jungs der Prärie (Præriens skrappe drenge)
- 1970: Oktoberdage
- 1970: Løgneren
- 1970: Og så er der bal bagefter
- 1971: I morgen, min elskede
- 1971: Tjærehandleren
- 1971: Med kærlig hilsen
- 1971: Die Olsenbande fährt nach Jütland (Olsen-banden i Jylland)
- 1972: Præsten I Vejlby - 1972
- 1972: Motorvej på sengekanten
- 1973: Venus-Passage (I Jomfruens tegn)
- 1973: Romantik på sengekanten
- 1973: Die Olsenbande läuft Amok (Olsen-banden går amok)
- 1975: Ein Doppeldecker für Madame O. (I Tvillingernes tegn)
- 1975: Familien Gyldenkål
- 1976: Blind makker
- 1976: Familien Gyldenkål vinder valget
- 1977: Ein Haus in der Provinz (Fernsehserie)
- 1978: Agent 69 Jensen I Skyttens tegn
- 1978–1982: Die Leute von Korsbaek (Fernsehserie, 23 Folgen)
- 1979: Historien om en moder
- 1979: Die Olsenbande ergibt sich nie (Olsen-banden overgiver sig aldrig)
- 1986: Walhalla (Valhalla; Stimme)
- 1988–1989: Station 13 (Fernsehserie)
- 1989: Kærlighed uden stop
- 1992: Jesus vender tilbage
- 1993: Schwarze Ernte (Sort høst)
- 1994: Min fynske barndom
- 1994: Alle reden über Snooky (Snøvsen ta'r springet)
- 1994: Hospital der Geister I (Riget I)
- 1995: Vita lögner
- 1996: Mørkeleg
- 1996: Portland
- 1996: Charlot og Charlotte
- 1997: Bryggeren (Fernsehserie)
- 1997: Das Auge des Adlers (Ørnens øje)
- 1997: Skat - det er din tur
- 1997–1998: Strisser på Samsø (Fernsehserie)
- 1997: Taxa (Fernsehserie, 4 Folgen)
- 1998: Der (wirklich) allerletzte Streich der Olsenbande (Olsen-bandens sidste stik)
- 1999: Manden som ikke ville dø
- 1999: Seth